# Bouga-Mossi
Pour les articles homonymes, voir Bouga.
Ne doit pas être confondu avec Bouga-Yarcé.
Bouga-Mossi est une commune rurale située dans le département de Rambo de la province du Yatenga dans la région Nord au Burkina Faso.

## Géographie
Bouga-Mossi se trouve à 5 km à l'ouest de Rambo, le chef-lieu du département, et à environ 40 km au sud-est de la ville de Séguénéga. Le village se trouve à une quinzaine de kilomètres de la route nationale 15.

## Santé et éducation
Le centre de soins le plus proche de Bouga-Mossi est le centre de santé et de promotion sociale (CSPS) de Bouga-Yarcé tandis que le centre médical avec antenne chirurgicale (CMA) se trouve à Séguénéga.
Bouga-Mossi possède une école primaire publique.